# Manetho
Manetho, cunoscut și ca Manethon din Sicyon, a fost un istoric și preot Egiptean   din Sebennytos (Egiptul Antic: Tjebnutjer) care a trăit în timpul dinastiei Ptolemeice, secolul III î.Hr.. Manetho a scris Aegyptiaca (Istoria Egiptului). Lucrarea sa este una de referință pentru egiptologi și este adesea folosită ca dovadă a cronologiei domniilor faraonilor. Sursa despre Manetho este textul „Contra Apion” scrisă de Iosephus Flavius. 